# ملك أباد (دلفان)
ملك أباد (بالفارسية: ملک‌آباد) هي قرية تقع في قسم ميربغ الجنوبي الريفي (مقاطعة دلفان) في إيران. يقدر عدد سكانها بـ 368 نسمة.